# La Talaudière
La Talaudière település Franciaországban, Loire megyében. Lakosainak száma 7103 fő (2022. január 1.). La Talaudière Sorbiers, Saint-Étienne, Saint-Jean-Bonnefonds és La Tour-en-Jarez községekkel határos.

## Népesség
A település népességének változása:
| Lakosok száma | 4808 | 5577 | 5935 | 6409 | 6566 | 6608 | 6860 | 6977 | 7044 | 7103 |
|               | 1968 | 1982 | 1990 | 2006 | 2013 | 2015 | 2017 | 2019 | 2020 | 2022 |